# هاورد واوتن
هاورد واوتن (به انگلیسی: Howard Vaughton) بازیکن فوتبال زادهٔ ۹ ژانویه ۱۸۶۱ اهل کشور انگلستان که سابقهٔ بازی در تیم ملی فوتبال انگلستان را در کارنامهٔ خود دارد. وی در تاریخ ۱۸ فوریه ۱۸۸۲ نخستین بازی ملی خود را در مقابل تیم ملی فوتبال ایرلند انجام داد و با حضور در ۵ بازی ملی، در تاریخ ۱۷ مارس ۱۸۸۴ واپسین بازی ملی‌اش را در برابر تیم ملی فوتبال ولز برگزار کرد.
این بازیکن توانسته در بازی‌های ملی، ۶ گل به ثمر برساند.